# Trolovning

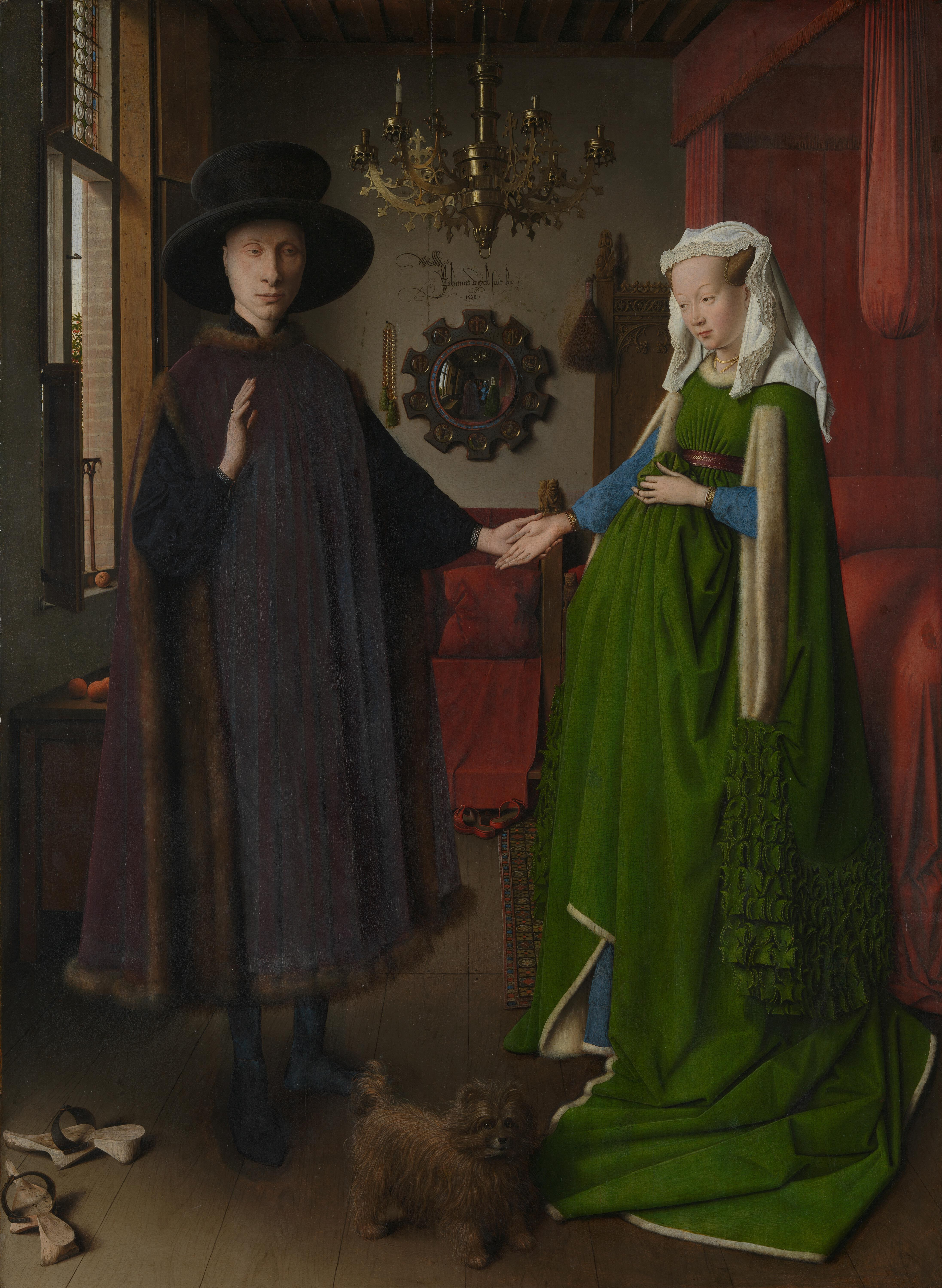
Målningen Makarna Arnolfinis trolovning från 1434 av Jan van Eyck.

Trolovning var en rättsligt bindande överenskommelse om befästelse av en parrelation, som i äldre tider hade samma rättsliga status som bröllop. Trolovningen ingicks mellan brudgummen och brudens giftoman. Trolovningen följdes därpå av fästningen som en bekräftelse på trolovningen.
Från början var vigseln en välsignelseritual över brudparet sedan de efter sängledningen gått i säng med varandra. Det blev senare en välsignelseritual dagen efter det egentliga bröllopet och sängledningen. Under medeltiden var fästningen, fästningsölet och sängledningen de rättsligt gällande ceremonierna för ett äktenskap. I Sverige blev vigseln instiftad som en giftermålsrättslig del i lagen i och med 1571 års kyrkoordning.
Krafter inom kyrkan drev dock att få trolovningen ersatt med vigsel. I kyrkolagen 1686 hade trolovningen fortfarande samma rättsliga innebörd som den kyrkliga vigseln, och trolovningsbarn räknades fullt ut som äkta, även om prästerna under lång tid ålades att förmana folket att undvika långa trolovningar. Först genom 1734 års lag gjordes den kyrkliga vigseln obligatorisk. Då hade dock trolovningarna i sin äldre form redan blivit ovanliga. Brudkronorna, som infördes i de flesta svenska kyrkor i slutet av 1500- och början av 1600-talet, blev ett viktigt redskap i kampen mot trolovningen, då endast jungfrubrudar fick bära kronan. Mattias Steuchius som 1697 visiterade Lunds stift i syfte att införa svensk kyrkopraxis konstaterade att tiden mellan trolovning och giftermål där i allmänhet bara var tre veckor, precis lagom tid för att lysningen skulle kunna ske. Genom att trolovningen endast blev ett förstadium till bröllopet, övergick den till att bli det man idag kallar förlovning – termerna användes länge synonymt.
Numera förekommer inte trolovning i rättslig mening i Sverige. Begreppet avskaffades 1915. Alla bestämmelser om trolovning togs bort år 1973.

## Folklig sed
I uppteckningar om folktro och seder i bondesamhället finns det dokumenterat olika vedertagna sätt att framföra ett frieri som kunde leda fram till trolovning. Om friaren lade mössan på bordet när han steg in i stugan, signalerade han sin önskan att bli måg. Han kunde också sätta en kniv ovanför dörren, om den följande dag flyttats till gavelväggen hade han fått ett ja, satt kniven kvar signalerade det ett nej. Också brudens mor kunde i tysthet uttrycka sin åsikt, tog hon katten i famnen var friaren välkommen som svärson men om hon körde katten ur stugan fick friaren gå samma väg.
Trolovningskalasen kunde pågå i flera dagar, ibland var kalaset rentav större än bröllopsfesten. I bondesamhället skulle gåvor utväxlas mellan det trolovade paret och ibland också med familjerna. Gåvorna befäste den nya förbindelsen och visade prov på de ungas hantverkskunnande. Förutom köpta gåvor skulle de trolovade ge varandra bland annat vackert snidade träarbeten och dekorativa textilarbeten. Bruden kunde också förära mannens bröder och systrar med västar, strumpor, sidendukar och linnen för att bevisa sin fallenhet för handarbete. På vissa håll ordnades särskilda kalas för att överlämna gåvorna, på anda håll åkte bruden tillsammans med sin mor till brudgummens gård med gåvorna.   